# Сан-Домінгуш-де-Бенфіка
Сан-Домінгуш-де-Бенфіка (порт. São Domingos de Benfica; МФА: [ˈsɐ̃w du.ˈmĩ.guʒ dɨ bɐ̃j.ˈfi.kɐ]) — парафія в Португалії, у муніципалітеті Лісабон. Розташована в західній частині країни, на теренах історичної португальської провінції Ештремадура. Входить до складу округу Лісабон. За адміністративним поділом, чинним до 1976 року, терени парафії були складовою провінції Ештремадура. Належить до Лісабонського патріархату Католицької церкви. Патрон — святий Домінік. Площа — 4,3071 км². Населення — 33745 ос. (2011). Сильно урбанізований регіон. Густота населення — 7834,74 осіб/км²
. Код — 110639.

## Географія

Райони Лісабона
Зони Лісабона
Сан-Домінгуш-де-Бенфіка

## Населення
| Кількість мешканців | Кількість мешканців | Кількість мешканців | Кількість мешканців | Кількість мешканців | Кількість мешканців | Кількість мешканців | Кількість мешканців | Кількість мешканців | Кількість мешканців | Кількість мешканців | Кількість мешканців | Кількість мешканців | Кількість мешканців | Кількість мешканців |
| ------------------- | ------------------- | ------------------- | ------------------- | ------------------- | ------------------- | ------------------- | ------------------- | ------------------- | ------------------- | ------------------- | ------------------- | ------------------- | ------------------- | ------------------- |
| 1864                | 1878                | 1890                | 1900                | 1911                | 1920                | 1930                | 1940                | 1950                | 1960                | 1970                | 1981                | 1991                | 2001                | 2011                |
|                     |                     |                     |                     |                     |                     |                     |                     |                     | 20 137              | 27 776              | 39 209              | 35 125              | 33 678              | 33 745              |

## Спорт
- «Да Луж» — найбільший стадіон Португалії, домашня арена «Бенфіки»